# Wiesmann MF 30
El Wiesmann MF 30 es un descapotable de estilo clásico de la firma alemana Wiesmann.
Especificaciones

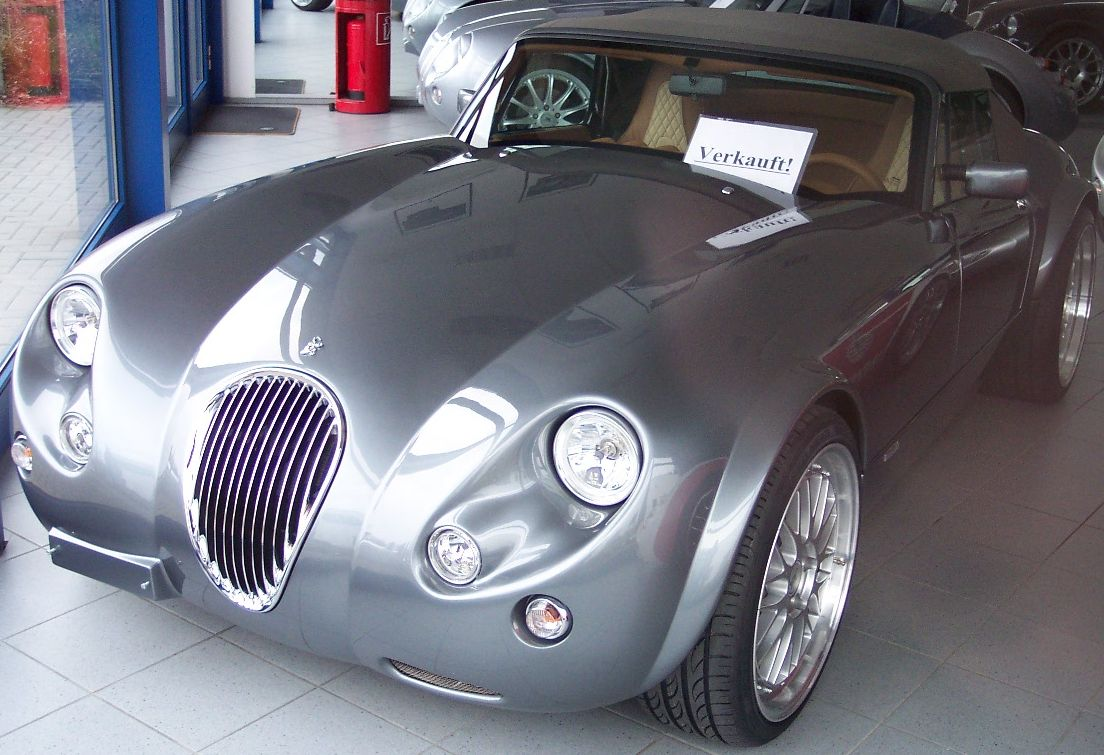
Wiesmann MF 30

- Chasis: acero galvanizado, revestido de aluminio.
- Carrocería: De alta calidad, echa de fibra de vidrio reforzada con material compuesto.
- Motor: BMW 6 Cilindros de 2.979 cc, 231 CV a 5.900 rpm, 300 Nm a 3.400 rpm.
- Consumo: Urbano 12,8 l/100 km, Extraurbano 6,9 l/100 km, Combinado 9,1 l/100 km.
- Transmisión: 5 o 6 velocidades manual o 6 velocidades secuencial (SMG 2).
- Tracción: Trasera.
- Rendimiento: Velocidad máxima 230 km/h (143 mph), Aceleración: 0 -100 km/h: 5,9 s.
- Suspensión:
- Peso: 1.080 kg (2.381 lb).
- Dimensiones: Longitud: 3,86 m (152) / Anchura: 1,75 m (69) / Altura: 1,16 m (46).

- Datos: Q9095973